# Bundesautobahn 72
Bundesautobahn 72 (em português: Auto-estrada Federal 72) ou A 72, é uma auto-estrada na Alemanha.
A Bundesautobahn 72 tem 170 km de comprimento.

## Estados
Estados percorridos por esta auto-estrada:
- Baviera
- Saxônia